# Rochetrejoux
Rochetrejoux est une commune française située dans le département de la Vendée, en région Pays de la Loire.

## Géographie
Le territoire municipal de Rochetrejoux s'étend sur 1 101 hectares. L'altitude moyenne de la commune est de 104 mètres, avec des niveaux fluctuant entre 62 et 128 mètres,.
La commune est arrosée par le Petit Lay qui la limite entièrement à l'ouest.
Le village de Rochetrejoux est traversé par la route départementale 13.

### Communes limitrophes
|           |               |            |
| Mouchamps | Rochetrejoux  | Le Boupère |
|           | Saint-Prouant |            |

### Climat
Pour des articles plus généraux, voir Climat des Pays de la Loire et Climat de la Vendée.
En 2010, le climat de la commune est de type climat océanique altéré, selon une étude du CNRS s'appuyant sur une série de données couvrant la période 1971-2000. En 2020, Météo-France publie une typologie des climats de la France métropolitaine dans laquelle la commune est exposée à un climat océanique et est dans la région climatique  Bretagne orientale et méridionale, Pays nantais, Vendée, caractérisée par une faible pluviométrie en été et une bonne insolation. 
Pour la période 1971-2000, la température annuelle moyenne est de 11,7 °C, avec une amplitude thermique annuelle de 14,2 °C. Le cumul annuel moyen de précipitations est de 831 mm, avec 12,4 jours de précipitations en janvier et 6,6 jours en juillet. Pour la période 1991-2020, la température moyenne annuelle observée sur la station météorologique de Météo-France la plus proche, « St-Fulgent_sapc », sur la commune de Saint-Fulgent à 16 km à vol d'oiseau, est de 12,6 °C et le cumul annuel moyen de précipitations est de 815,9 mm,. Pour l'avenir, les paramètres climatiques de la commune estimés pour 2050 selon différents scénarios d'émission de gaz à effet de serre sont consultables sur un site dédié publié par Météo-France en novembre 2022.

## Urbanisme

### Typologie
Au 1er janvier 2024, Rochetrejoux est catégorisée commune rurale à habitat dispersé, selon la nouvelle grille communale de densité à sept niveaux définie par l'Insee en 2022.
Elle est située hors unité urbaine. Par ailleurs la commune fait partie de l'aire d'attraction des Herbiers, dont elle est une commune de la couronne,. Cette aire, qui regroupe 15 communes, est catégorisée dans les aires de 50 000 à moins de 200 000 habitants,.

### Occupation des sols
L'occupation des sols de la commune, telle qu'elle ressort de la base de données européenne d’occupation biophysique des sols Corine Land Cover (CLC), est marquée par l'importance des territoires agricoles (83,4 % en 2018), en diminution par rapport à 1990 (87,5 %). La répartition détaillée en 2018 est la suivante : 
terres arables (44,6 %), zones agricoles hétérogènes (37,6 %), forêts (9,4 %), zones urbanisées (7,1 %), prairies (1,3 %). L'évolution de l’occupation des sols de la commune et de ses infrastructures peut être observée sur les différentes représentations cartographiques du territoire : la carte de Cassini (XVIIIe siècle), la carte d'état-major (1820-1866) et les cartes ou photos aériennes de l'IGN pour la période actuelle (1950 à aujourd'hui).

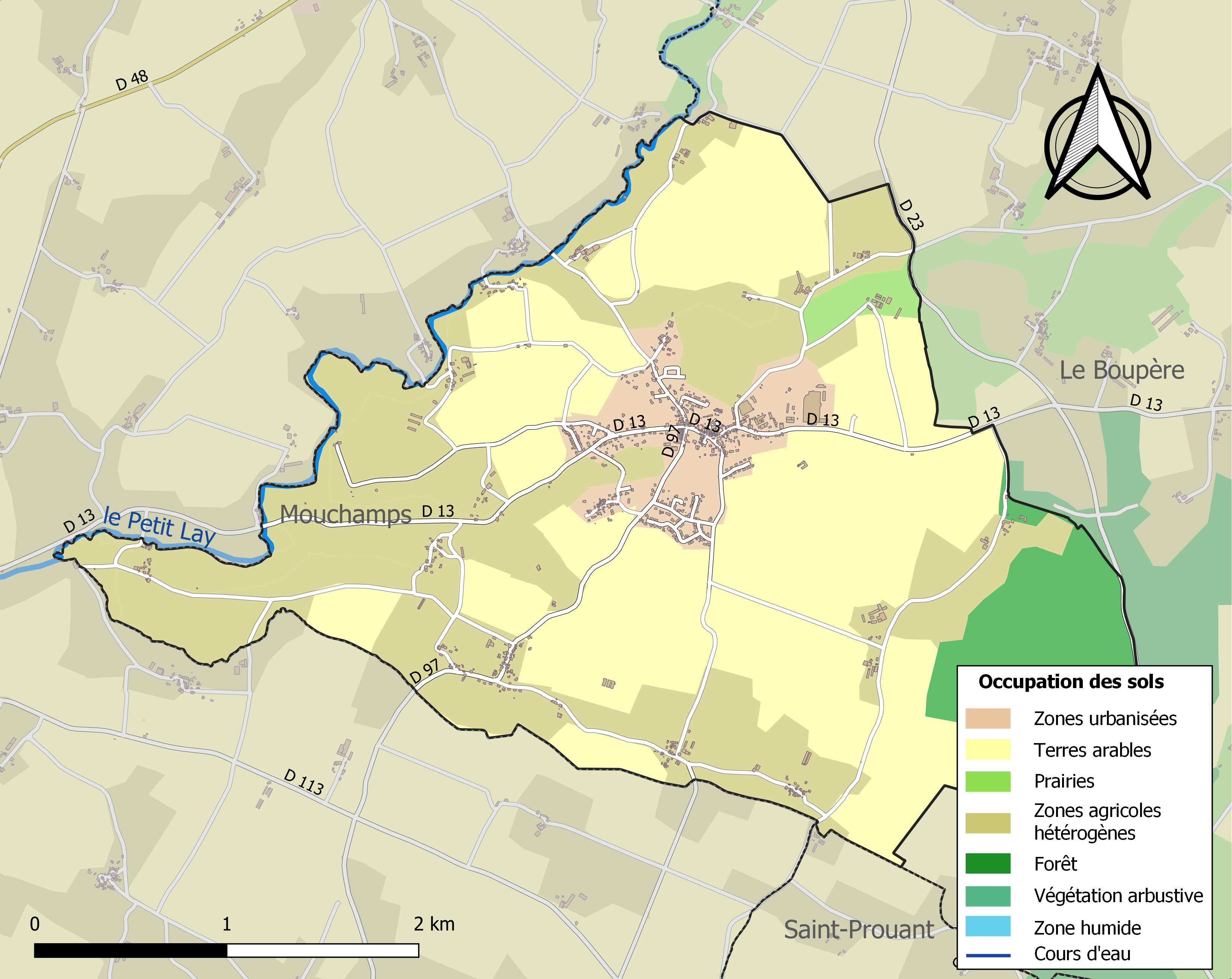
Carte des infrastructures et de l'occupation des sols de la commune en 2018 (CLC).

## Histoire

### Devise
La devise de Rochetrejoux : Roca Jovis Suo Tempore.

## Politique et administration

### Liste des maires
| Période                                  | Période   | Identité                      | Étiquette | Qualité                             |
| ---------------------------------------- | --------- | ----------------------------- | --------- | ----------------------------------- |
|                                          |           | Stanhope Majou de La Débutrie |           | Résistant Châtelain de Rochetrejoux |
| mars 2008                                | mars 2014 | Ginette Soulard               |           |                                     |
| mars 2014                                | En cours  | Christian Boissinot           |           | Réélu en 2020                       |
| Les données manquantes sont à compléter. |           |                               |           |                                     |

## Population et société

### Démographie

#### Évolution démographique
L'évolution du nombre d'habitants est connue à travers les recensements de la population effectués dans la commune depuis 1793. Pour les communes de moins de 10 000 habitants, une enquête de recensement portant sur toute la population est réalisée tous les cinq ans, les populations de référence des années intermédiaires étant quant à elles estimées par interpolation ou extrapolation. Pour la commune, le premier recensement exhaustif entrant dans le cadre du nouveau dispositif a été réalisé en 2006.

En 2022, la commune comptait 980 habitants, en évolution de +4,03 % par rapport à 2016 (Vendée : +5,33 %, France hors Mayotte : +2,11 %).
| 1793 | 1800 | 1806 | 1821 | 1831 | 1836 | 1841 | 1846 | 1851 |
| ---- | ---- | ---- | ---- | ---- | ---- | ---- | ---- | ---- |
| 700  | 534  | 507  | 603  | 610  | 636  | 635  | 744  | 828  |

| 1856 | 1861 | 1866 | 1872 | 1876 | 1881 | 1886 | 1891 | 1896 |
| ---- | ---- | ---- | ---- | ---- | ---- | ---- | ---- | ---- |
| 839  | 846  | 822  | 823  | 863  | 865  | 866  | 892  | 824  |

| 1901 | 1906 | 1911 | 1921 | 1926 | 1931 | 1936 | 1946 | 1954 |
| ---- | ---- | ---- | ---- | ---- | ---- | ---- | ---- | ---- |
| 809  | 843  | 965  | 845  | 838  | 834  | 804  | 804  | 737  |

| 1962 | 1968 | 1975 | 1982 | 1990 | 1999 | 2006 | 2011 | 2016 |
| ---- | ---- | ---- | ---- | ---- | ---- | ---- | ---- | ---- |
| 723  | 689  | 690  | 747  | 766  | 736  | 772  | 893  | 942  |

| 2021 | 2022 | - | - | - | - | - | - | - |
| ---- | ---- | - | - | - | - | - | - | - |
| 983  | 980  | - | - | - | - | - | - | - |

#### Pyramide des âges
En 2018, le taux de personnes d'un âge inférieur à 30 ans s'élève à 37,9 %, soit au-dessus de la moyenne départementale (31,6 %). À l'inverse, le taux de personnes d'âge supérieur à 60 ans est de 20,9 % la même année, alors qu'il est de 31,0 % au niveau départemental.
En 2018, la commune comptait 507 hommes pour 462 femmes, soit un taux de 52,32 % d'hommes, largement supérieur au taux départemental (48,84 %).
Les pyramides des âges de la commune et du département s'établissent comme suit.
| Hommes | Classe d’âge | Femmes |
| ------ | ------------ | ------ |
| 0,4    | 90 ou +      | 0,9    |
| 4,5    | 75-89 ans    | 6,9    |
| 14,0   | 60-74 ans    | 15,5   |
| 16,6   | 45-59 ans    | 15,6   |
| 24,3   | 30-44 ans    | 25,7   |
| 10,9   | 15-29 ans    | 13,8   |
| 29,3   | 0-14 ans     | 21,6   |

| Hommes | Classe d’âge | Femmes |
| ------ | ------------ | ------ |
| 0,8    | 90 ou +      | 2,2    |
| 8,7    | 75-89 ans    | 11,1   |
| 20,3   | 60-74 ans    | 21,3   |
| 20     | 45-59 ans    | 19,4   |
| 17,5   | 30-44 ans    | 16,8   |
| 15     | 15-29 ans    | 13,2   |
| 17,7   | 0-14 ans     | 16,1   |

### Enseignement
- Il y a une école publique et une école privée.

### Sports
- F.C. Rochetrejoux

## Culture locale et patrimoine

### Lieux et monuments
- L'église Saint-Benoît.
- Château de la Débutrie, propriété des Majou de La Débutrie puis des Tinguy de La Giroulière.

### Héraldique
| Blason | Blasonnement : Coupé : au premier, d'azur au mont alésé de six coupeaux d'argent ; au second, parti bandé contre-bandé d'or et de gueules. |

## Pour approfondir